# Julian Bartoszewicz

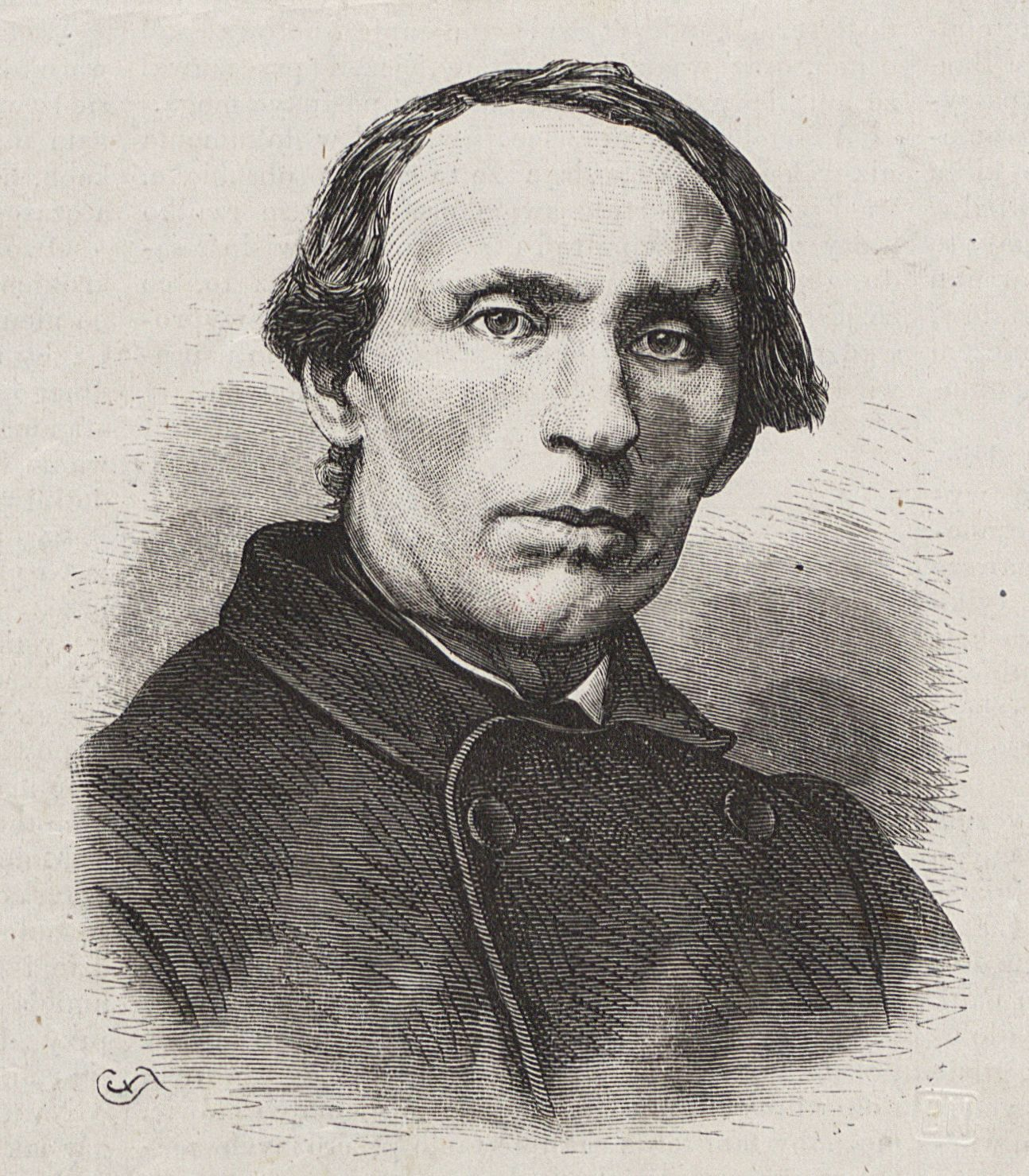
Julian Bartoszewicz

Julian Bartoszewicz, född 17 januari 1821 i Biała Podlaska, död 5 november 1870 i Warszawa, var en polsk historiker.
Julian Bartoszewicz tillhörde en känd polsk-litauisk adelsfamilj. Han var överbibliotekarie vid det offentliga biblioteket vid Warszawa. Bartoszewicz var en av de förnämsta medarbetarna i tidningen Dziennik Warszawski (1851-56), senare redaktör för Kronika wiadomosci krajowych i zagranycznych (1854-58), samt författade en stor mängd arbeten i polsk historia. Bartoszewicz ägnade källmaterialet ett omsorgsfullt studium, särskilt ifråga om relationen mellan den romersk-katolska och den grekisk-ortodoxa kyrkan, vilket kom att färga hela hans livsåskådning och tog sig uttryck i en stark klerikalism.